# Kygo

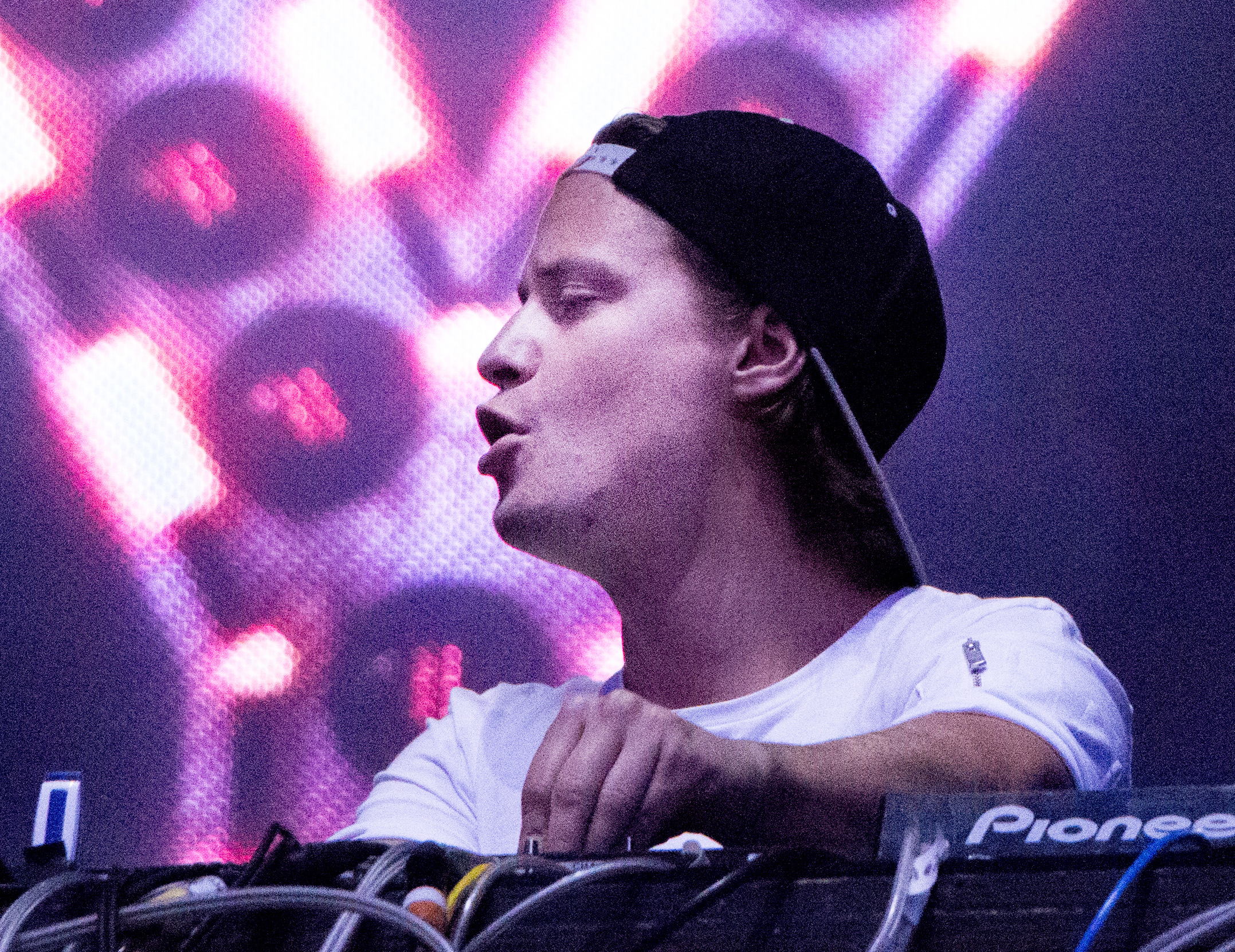
Kygo (2016)

Kygo (* 11. September 1991 in Singapur; bürgerlicher Name Kyrre Gørvell-Dahll) ist ein norwegischer DJ, Musikproduzent und Songwriter aus Bergen. Er gilt als Mitbegründer und als einer der bekanntesten Interpreten des Tropical House, wofür seine Debüt-Single Firestone ausschlaggebend war.

## Künstlername
Die Aussprache seines Pseudonyms „Kygo“ wird sowohl in norwegischer (kyːɡuː) als auch in englischer Form (kaɪɡoʊ) gebraucht.
Die Idee zu seinem Künstlernamen kam durch den Usernamen, den er in der Schule für eine digitale Lernplattform verwendete. Hierbei bildete er aus seinem Namen ein Silbenwort, indem er aus seinen Vornamen „Kyrre“ „Ky-“ und aus seinem Nachnamen „Gørvell-Dahll“ „-go“ machte.
In einem Interview mit der Zeitschrift „Fanaposten“ erzählte er: „Kygo [ist] als Künstlername absolut perfekt. Er ist sehr einfach auszusprechen, sowohl auf Norwegisch als auch auf Englisch. Und ich brauche den Künstlernamen [in Zukunft] nicht zu ändern.“

## Biografie

### Bis 2014: Musikalische Anfänge
Kygo begann mit sechs Jahren mit dem Klavierspielen und nahm zehn Jahre Unterricht auf dem Instrument. Mit 19 Jahren begann er dann, eigene elektronische Musik zu produzieren. Er bekam erstmals 2013 größere Aufmerksamkeit durch seine unautorisierten Mixe (Bootlegs), die er auf seiner SoundCloud-Seite veröffentlichte, darunter Songs von Rihanna, Passenger und Ellie Goulding. Mit dem Remix des Klassikers Sexual Healing von Marvin Gaye erreichte er 10 Millionen Aufrufe. Ein Remix des Filmhits I See Fire von Ed Sheeran, für den es auch ein YouTube-Video gibt, erreichte er alleine auf YouTube sogar über 60 Millionen Aufrufe. Keine dieser Produktionen war mit den Urhebern abgesprochen. Besonderheit seiner Musik sind die langsameren Beats (100 statt der bei House üblichen 120 oder mehr Beats per minute) und der Steel-Drum und Flötensound, der zur Bezeichnung Tropical House führte.
Ende 2013 fertigte er einen Remix für die schwedische Neuentdeckung Seinabo Sey an. Die Soulpop-Sängerin hatte auch dank seiner Version einen Streaming-Hit bei Spotify in Schweden und einen Nummer-eins-Hit in den norwegischen Charts. Kygos Remix von Cut Your Teeth von der britischen Musikerin Kyla La Grange wurde im Sommer 2014 ebenfalls ein Interneterfolg und nachträglich als offizieller Remix veröffentlicht. In der Hype Machine, einem bekannten Blog für Musiktrends, wurde er innerhalb kurzer Zeit zehnmal auf Platz eins gewählt. Schlagzeilen machte auch, dass Coldplay den Norweger mit einem Remix für ihren Song Midnight beauftragten.

### 2014 bis 2016: Musikalischer Durchbruch &Cloud Nine

Kygo beim Tomorrowland 2014

Das Jahr über tourte Kygo unter anderem auch durch die USA und trat bei zahlreichen Festivals auf. Bei TomorrowWorld wurde er als Ersatz für Avicii gebucht, der aufgrund von gesundheitlichen Problemen nicht auftreten konnte. Auch die großen Plattenlabels zeigten großes Interesse und boten ihm Verträge an. Er unterschrieb im Juli bei Ultra Records und beim Majorlabel Sony Music und begann mit der Produktion seines ersten eigenen Songs für eine offizielle Veröffentlichung. Firestone, eine Zusammenarbeit mit dem australischen Sänger Conrad Sewell. Der Track erschien Anfang Dezember 2014 als Single und stieg sofort auf Platz-eins in seiner Heimat Norwegen ein und stieg auch in weiteren europäischen Länder bis in die Top-10 vor. Auch in die US-amerikanischen Single-Charts stieg der Song in die Top-100 ein und erreichte Gold-Status für über eine halbe Million Verkäufe. Das offizielle Musikvideo erreicht über 900 Millionen Klicks auf YouTube.
Im März 2015 folgte seine zweite eigene Single Stole the Show mit dem US-amerikanischen R&B-Sänger Parson James, mit der er zum zweiten Mal in Folge die norwegische und zum ersten Mal auch die schwedische Chartspitze einnahm und über 220 Millionen Aufrufe auf YouTube erreichte. Auch in weiteren europäischen Ländern erreichte das Lied die Top-10 und erreichte in den USA Gold-Status.
Auch seine dritte Solo-Single Nothing Left, zusammen mit dem britischen Sänger Will Heard aufgenommen, konnte die Spitze der norwegischen Single-Charts erreichen. Nach einigen weiteren Vorab-Single-Auskopplungen mit unter anderem Ella Henderson und Labrinth folgte am 13. Mai 2016 sein dazugehöriges Debüt-Album Cloud Nine. Dies erreichte die Top-10 von über 15 Ländern, darunter Platz-eins in Norwegen, Tschechien und der Schweiz. Carry Me erschien in Zusammenarbeit mit Julia Michaels als letzte Single-Auskopplung des Albums, diese konnte jedoch nicht an den Erfolg der Vorgänger anschließen. Das Lied trugen sie gemeinsam bei der Schlusszeremonie der Olympischen Sommerspiele 2016 im Maracanã in Rio de Janeiro vor.
Ebenfalls 2016 remixte er den im selben Jahr erschienenen Hit Starboy des kanadischen Sängers The Weeknd und des französischen Elektronik-Duos Daft Punk.
Gemeinsam mit  Stargate produzierte er die Songs Squeeze und Write on Me des Fifth Harmony - Albums 7/27.
Am 17. August 2016 erschien seine eigene Kollektion „Kygo Life“.

### 2017:Stargazing-EP &Kids in Love

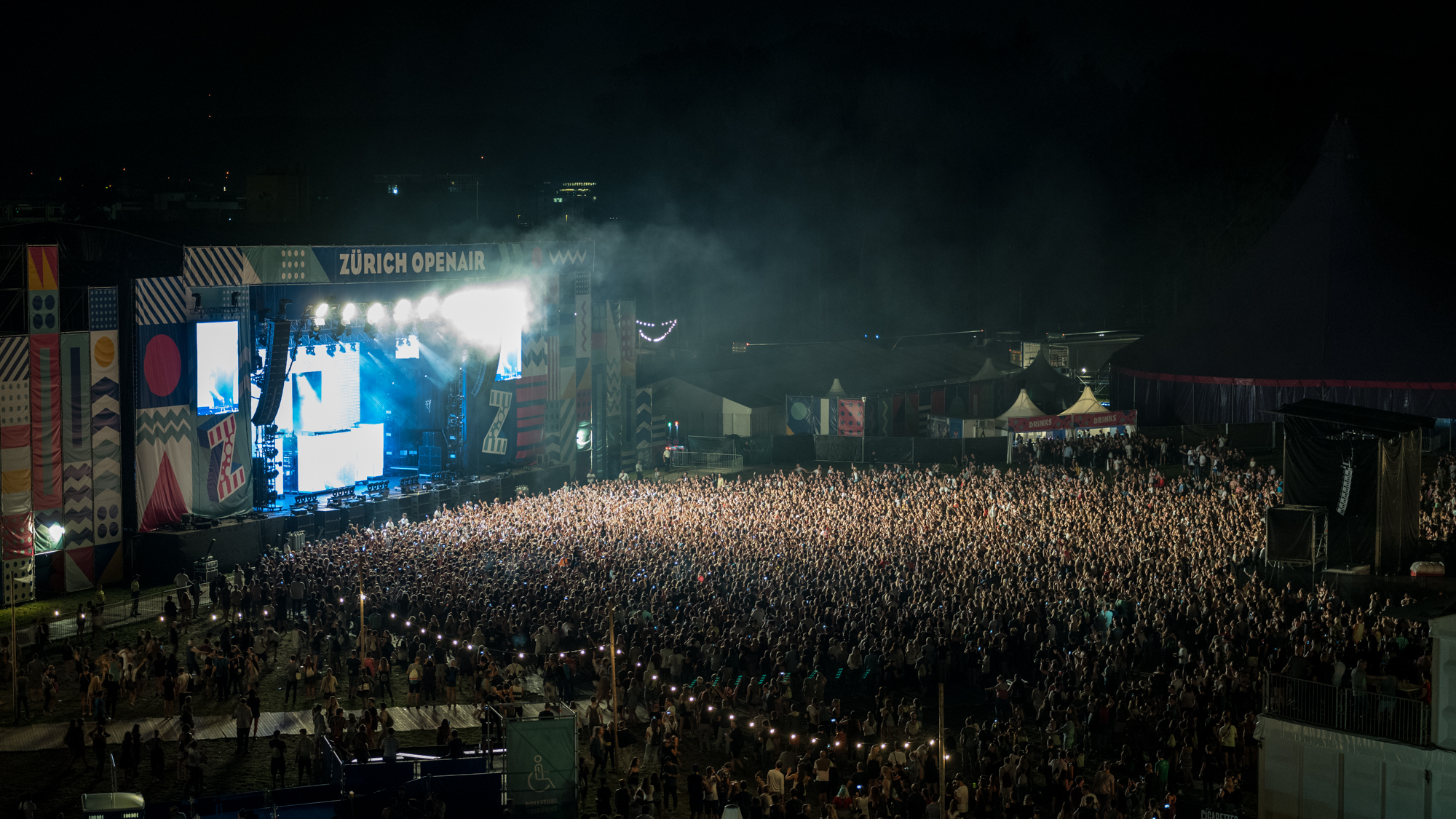
Kygo beim Zürich Openair 2017

Gemeinsam mit dem britischen Singer-Songwriter Andrew Jackson steuerte er dem Soundtrack des US-amerikanischen Erotikfilms Fifty Shades Darker den Song Cruise bei, der in Norwegen und Frankreich bis in die offiziellen Single-Charts vorrücken konnte.
Am 16. Februar 2017 erschien das Lied It Ain’t Me, das von Andrew Watt, Brian Lee und Ali Tamposi geschrieben wurde. Nachdem die Songwriter eine Demo-Version des Tracks zu Kygo sandten, produzierte dieser eine erste finale Version mit Tamposis Vocals. Einer der Autoren stand im Kontakt mit Selena Gomez, die nach einer Vocal-Session mit Tamposi das Lied einsang. Bei einer gemeinsamen Studiosession der beiden Hauptinterpreten war zudem Schauspieler Vin Diesel vor Ort, der dem Lied spaßeshalber ebenfalls seine Stimme verlieh. Diese Version landete im Internet. It Ain’t Me wurde bereits vorab hohes Potenzial eingeräumt. Nach Veröffentlichung rückte das Lied unter anderem auf Platz drei der deutschen und österreichischen, Nummer neun der britischen sowie Rang elf der US-amerikanischen Single-Charts vor. Zudem sprang der Titel an die Spitze der norwegischen und kroatischen Single-Charts.
Am 28. April 2017 stellte Kygo eine neue Single vor. Der Titel First Time wurde von der britischen Sängerin Ellie Goulding gesungen. Der Song orientierte sich stilistisch an seinem Vorgänger und erreichte in zahlreichen Ländern eine Single-Chartplatzierung. In Australien wurde Platin- und in Italien und Dänemark Gold-Status erreicht.
Nach der Veröffentlichung seiner Remixe zu Tired von Alan Walker sowie zu Henry Green - Electric Feel im Sommer 2017 veröffentlichte Kygo am 22. September 2017 eine EP mit dem Titel Stargazing. Diese enthielt neben den beiden vorhergegangenen Singles auch eine Kollaboration mit Sasha Sloan, die den Titel This Town trägt und ein Remix des Songs You’re the Best Thing About Me von U2, der in Zusammenarbeit mit der Band entstand. Zuletzt war auch der gleichnamige Song Stargazing inbegriffen, der Vocals vom US-amerikanischen Sänger Justin Jesso enthält. Der Track wurde einen Tag vor Release der EP als Single veröffentlicht und konnte den Erfolg des Vorgängers übertreffen. Über eine halbe Million Mal wurde die Single verkauft und in diversen Ländern erreichte das Lied eine Top-10-Platzierung. Auch This Town konnte durch Downloads von der EP in mehreren Ländern in die Single-Charts vorrücken.
Auf seinen Social-Media-Kanälen verkündete Kygo am 19. Oktober 2017, dass sein kommendes Studioalbum den Titel Kids in Love tragen wird und gab das Veröffentlichungsdatum bekannt. Er sprach über die Inspiration hinter dem Titel des Albums und erzählte:

„Ein verliebtes Kind zu sein, beschreibt, jemandem oder etwas super leidenschaftlich gegenüberzustehen, und ich spiele superleidenschaftlich Klavier, seit ich sechs Jahre alt bin. Wenn ich ein Lied oder eine Melodie spiele, die ich wirklich mag, fühle ich mich wie ein verliebter Junge.“

Am 20. Oktober 2017 wurde die Leadsingle des Studioalbums als erste Single-Auskopplung veröffentlicht. Diese trägt den gleichen Titel wie der Longplayer Kids in Love und entstand in Kollaboration mit der US-amerikanischen Rock-Band The Night Game. Ein Trapical-Remix folgte in Zusammenarbeit mit der britischen DJ Jayli sowie auch eine Solo-Version von The Night Game auf „Interscope-Records“. Die Single-Version konnte sich insbesondere in Norwegen erfolgreich platzieren. Ab dem 27. Oktober 2017 erschienen täglich neue Songs von seinem Album in Form von Promo-Singles.
Am 3. November 2017 erschien schlussendlich sein zweites Studioalbum digital. Auf diesem waren unter anderem Kollaborationen mit John Newman, OneRepublic und Bonnie McKee enthalten. In der Folgewoche wurde Kids in Love zudem physisch veröffentlicht; hierauf waren zusätzlich mit Ausnahme des U2-Remixes die Titel der Stargazing-EP enthalten. Der Erfolg des Studioalbums konnte nicht an den seines Debüt-Albums anschließen, so wurde lediglich in Norwegen und Schweden eine Platzierung in den Top 10 erreicht.
Am 30. November 2017 kündigte Kygo eine Kids-in-Love-Tournee für 2018 an. Für diese wurden Alan Walker, Blackbear, Gryffin, Don Diablo und SeeB als Gäste bestätigt.

### 2018:Kids-in-Love-Tour
Am 5. Februar 2018 startete Kygo die Tour zum Album, die in Nord- bis Mitteleuropa sowie den USA und Asien stattfand. Anfang 2018 erschien das Remixalbum Kids in Love: Remixes. Darauf sind Instrumentalversionen zweier Songs, eine neue Version von This Town mit Sasha Sloan, auf der neben dieser auch der US-amerikanische Rapper Gucci Mane zu hören ist und Remixe einiger Kids in Love - Songs enthalten, unter anderem von Alan Walker, Sam Feldt und Alok.
Im März 2018 veröffentlichte er das Lied Remind Me To Forget, das mit dem US-amerikanischen Sänger Miguel aufgenommen wurde. Es wurde nachträglich zur digitalen Version von Kids In Love hinzugefügt. Im April 2018 trat er unter anderem mit Ariana Grande, Ryan Tedder, Rita Ora und Jamie Foxx als Gästen beim Coachella Valley Music and Arts Festival auf. Bis zum Jahresende erschien noch eine Kollaboration mit den Imagine Dragons sowie die Single Happy Now in Zusammenarbeit mit Sandro Cavazza. Sie widmeten Happy Now Avicii.

### 2019:Higher Love& weitere Singles
Am 28. Juni 2019 veröffentlichte er eine überarbeitete Version des Liedes Higher Love von Whitney Houston, welches eine Coverversion des gleichnamigen Liedes von Steve Winwood ist. Es erhielt in den USA Goldstatus und im Vereinigten Königreich Platin. In Deutschland erreichte es Platz 22 der Charts. Es stellt zugleich die erste Single-Auskopplung sowie die Leadsingle seines 2020 erschienenen Albums Golden Hour dar.
Weitere Singles erschienen mit Rita Ora, Chelsea Cutler und Valerie Broussard.
Am 6. Dezember 2019 veröffentlichte das US-amerikanische Future-Bass-Duo The Chainsmokers ihr drittes Studioalbum World War Joy. Darauf ist der Song Family enthalten, eine Zusammenarbeit von Kygo und dem Duo.
Bei der Musikbearbeitung bedient sich Kygo Apples Audiosoftware Logic.

### 2020:Golden Hour
Am 24. Januar 2020 erschien Forever Yours (Avicii Tribute) mit Avicii und Sandro Cavazza. Das ursprünglich auf einer Demo von Avicii und Sandro Cavazza basierende Lied hatte er gemeinsam mit Letzterem erstmals beim The Avicii Tribute Concert gespielt.
Am 23. März 2020 verkündete Kygo via Social Media, dass er sein drittes Studioalbum Golden Hour fertiggestellt habe. Am 27. März erschien die nach Higher Love zweite Single Like It Is. Sie entstand in Zusammenarbeit mit der schwedischen Sängerin Zara Larsson und dem US-amerikanischen Rapper Tyga. Am 2. April erschien die dritte Single I 'll Wait, nach This Town die zweite Kollaboration mit Sasha Sloan. Am 16. April veröffentlichte er die vierte Single Freedom. Gesungen wird sie vom britisch-marokkanischen Sänger Zak Abel. Am 11. Mai gab er via Social Media die Titelliste und den Erscheinungstermin des Albums bekannt. Am 15. Mai erschien die fünfte Single Lose Somebody, seine zweite Kollaboration mit der US-amerikanischen Band OneRepublic. Sie erreichte in vielen Ländern eine Chartplatzierung. Am 22. Mai veröffentlichte Kygo die sechste und letzte Vorab-Single The Truth, eine weitere Zusammenarbeit mit Valerie Broussard. Am 29. Mai erschien dann sein drittes Studioalbum Golden Hour. Neben den sechs Vorab-Single-Auskopplungen sind noch zwölf weitere Songs enthalten, darunter Kollaborationen mit Sandro Cavazza, Zac Brown und Kim Petras. Am Abend desselben Tages präsentierte er sein Album erstmals live bei einem virtuellen Festival. Als Gäste traten unter anderem Alan Walker, OneRepublic, Sandro Cavazza und Chelsea Cutler auf.
Im Juli 2020 veröffentlichte er eine Neuauflage des Liedes What’s Love Got to Do with It von Tina Turner. Das Musikvideo zu der Single (mit Laura Harrier) drehte Sarah Bahbah.
Am 18. September 2020 veröffentlichte er ein Remake des 1979 erschienenen Klassikers Hot Stuff der 2012 verstorbenen „Disco-Queen“ Donna Summer. Im Musikvideo zu der Single sind Madelyn Cline und Chase Stokes zu sehen.

### 2022:Thrill of the Chase
Am 25. Februar 2022 veröffentlichte er gemeinsam mit DNCE die Single Dancing Feet.
Am 11. November 2022 erschien sein viertes Studioalbum Thrill of the Chase mit acht schon davor veröffentlichten Singles und sechs neuen Songs.

### 2024:World Tour (Part One)

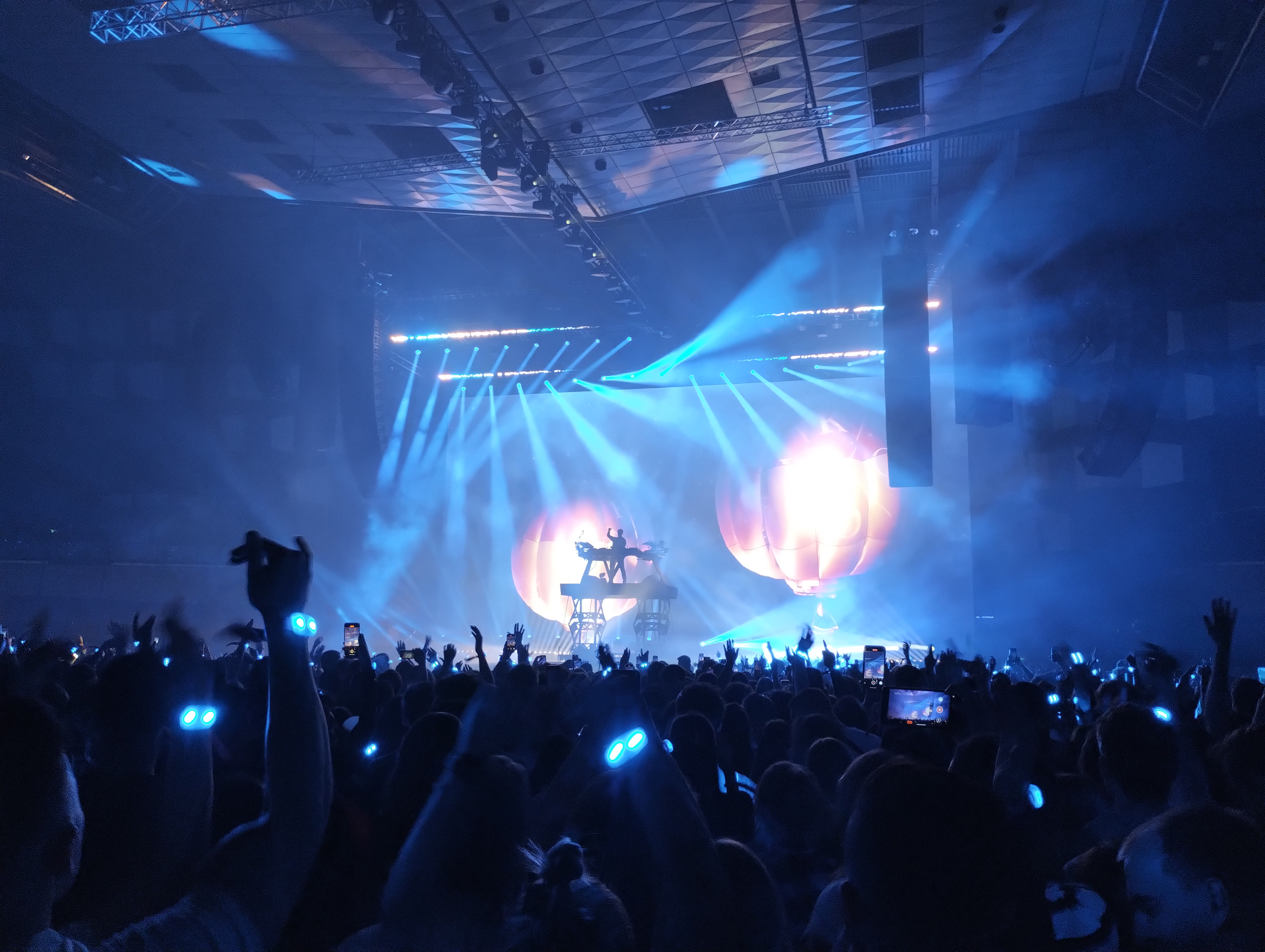
Kygo in der Wiener Stadthalle 2024

Von 7. September bis 13. Dezember 2024 findet KYGOs Welttournee (Teil 1) in Nordamerika und Europa statt. Es werden 29 Shows gespielt, unter anderem in New York, Los Angeles, Toronto, Montreal, Paris, Wien, Berlin und London. Als Special Guests sind Sofi Tukker, Gryffin, Sam Feldt, Zara Larsson, Klangkarussell, Hayla, Victoria Nadine und Vandelux mit dabei.
Der zweite Teil der Welttournee findet 2025 unter anderem in Australien, Korea and Japan statt.

## Diskografie
Studioalben

| Jahr | Titel Musiklabel                  | Höchstplatzierung, Gesamtwochen, AuszeichnungChartplatzierungen (Jahr, Titel, Musiklabel, Platzierungen, Wochen, Auszeichnungen, Anmerkungen) | Höchstplatzierung, Gesamtwochen, AuszeichnungChartplatzierungen (Jahr, Titel, Musiklabel, Platzierungen, Wochen, Auszeichnungen, Anmerkungen) | Höchstplatzierung, Gesamtwochen, AuszeichnungChartplatzierungen (Jahr, Titel, Musiklabel, Platzierungen, Wochen, Auszeichnungen, Anmerkungen) | Höchstplatzierung, Gesamtwochen, AuszeichnungChartplatzierungen (Jahr, Titel, Musiklabel, Platzierungen, Wochen, Auszeichnungen, Anmerkungen) | Höchstplatzierung, Gesamtwochen, AuszeichnungChartplatzierungen (Jahr, Titel, Musiklabel, Platzierungen, Wochen, Auszeichnungen, Anmerkungen) | Höchstplatzierung, Gesamtwochen, AuszeichnungChartplatzierungen (Jahr, Titel, Musiklabel, Platzierungen, Wochen, Auszeichnungen, Anmerkungen) | Höchstplatzierung, Gesamtwochen, AuszeichnungChartplatzierungen (Jahr, Titel, Musiklabel, Platzierungen, Wochen, Auszeichnungen, Anmerkungen) | Anmerkungen                                                |
| Jahr | Titel Musiklabel                  | DE | AT | CH | UK | US | Dance | NO | Anmerkungen                                                |
| ---- | --------------------------------- | --- | --- | --- | --- | --- | --- | --- | ---------------------------------------------------------- |
| 2016 | Cloud Nine Ultra Records (Sony)   | DE6 (5 Wo.)DE | AT16 (1 Wo.)AT | CH1 ×2Doppelplatin · (17 Wo.)CH | UK3 Gold · (20 Wo.)UK | US11 Gold · (16 Wo.)US | Dance1 (135 Wo.)Dance | NO1 ×9Neunfachplatin · (94 Wo.)NO | Erstveröffentlichung: 13. Mai 2016 Verkäufe: + 1.338.000   |
| 2017 | Kids in Love Ultra Records (Sony) | DE91 (1 Wo.)DE | — | CH34 Platin · (1 Wo.)CH | UK35 Gold · (4 Wo.)UK | US73 (2 Wo.)US | Dance1 (85 Wo.)Dance | NO3 (55 Wo.)NO | Erstveröffentlichung: 3. November 2017 Verkäufe: + 327.500 |
| 2020 | Golden Hour Sony                  | DE42 (1 Wo.)DE | AT20 (2 Wo.)AT | CH4 (13 Wo.)CH | UK6 Silber · (11 Wo.)UK | US18 Gold · (17 Wo.)US | Dance2 (66 Wo.)Dance | NO1 (75 Wo.)NO | Erstveröffentlichung: 29. Mai 2020 Verkäufe: + 675.000     |
| 2022 | Thrill of the Chase Sony          | — | — | CH32 (1 Wo.)CH | — | — | Dance4 (8 Wo.)Dance | NO4 (25 Wo.)NO | Erstveröffentlichung: 11. November 2022 Verkäufe: + 2.000  |
| 2024 | Kygo Sony                         | DE86 (1 Wo.)DE | AT52 (1 Wo.)AT | CH7 (4 Wo.)CH | UK62 (2 Wo.)UK | US97 (1 Wo.)US | Dance2 (… Wo.)Dance | NO1 (18 Wo.)NO | Erstveröffentlichung: 21. Juni 2024                        |